# Iowait
Iowait ist ein sehr selten vorkommendes Mineral aus der Mineralklasse der „Oxide und Hydroxide“. Es kristallisiert im trigonalen Kristallsystem mit der chemischen Zusammensetzung Mg6Fe3+2(OH)16Cl2·4H2O, ist also ein wasserhaltiges Magnesium-Eisen-Chlor-Hydroxid.
Iowait entwickelt tafelige Kristalle bis etwa 2,5 Zentimeter Größe, die meist zu glimmerartigen Schichten verbunden sind, kommt aber auch in Form massiger Mineral-Aggregate vor. Die Oberflächen der üblicherweise undurchsichtigen und nur an den Kanten durchscheinenden Kristalle weisen einen fettähnlichen Glanz auf. Frische Mineralproben in zersetzten Serpentiniten sind zunächst von bläulichgrüner Farbe, die aber mit der Zeit durch weitere Verwitterung und Umwandlung nach Pyroaurit ins Hellgrüne mit einem Stich ins Rostrote übergehen. Selten finden sich auch gelbliche oder farblose Iowaite.
Mit einer Mohshärte von 1,5 bis 2,5 gehört Iowait zu den weichen Mineralen, die sich ähnlich wie die Referenzminerale Talk (Mohshärte: 1) und Gips (Mohshärte: 2) bereits mit dem Fingernagel ritzen lassen. Bei Hautkontakt vermittelt das weiche Mineral daher auch ein fettiges oder seifiges Gefühl.

## Etymologie und Geschichte
Erstmals entdeckt wurde Iowait in Gesteinsproben, die einem Serpentinit-Bohrkern aus präkambrischer Zeit in etwa 1000–1500 Fuß Tiefe (ca. 304,8–457,2 m) entnommen wurden. Die unbenannte Probebohrung wurde im Sioux County des US-Bundesstaates Iowa durchgeführt. Beschrieben wurde es 1967 durch Donald W. Kohls und John Landon Rodda, die das Mineral nach dem Bundesstaat benannten, in dem dessen Typlokalität liegt.
Typmaterial des Minerals wird im National Museum of Natural History in Washington, D.C., USA (Katalog-Nr. 121706) aufbewahrt.

## Klassifikation
In der veralteten 8. Auflage der Mineralsystematik nach Strunz gehörte der Iowait zur Mineralklasse der „Oxide und Hydroxide“ und dort zur Abteilung „Hydroxide“, wo er gemeinsam mit Coalingit und Takovit im Anhang zur „Brucit-Reihe“ mit der Systemnummer IV/F.03 und den Hauptmitgliedern Amakinit, Brucit, Pyrochroit, Portlandit und Theophrastit steht.
In der zuletzt 2018 überarbeiteten Lapis-Systematik nach Stefan Weiß, die formal auf der alten Systematik von Karl Hugo Strunz in der 8. Auflage basiert, erhielt das Mineral die System- und Mineralnummer IV/F.05-020. Dies entspricht der Klasse der „Oxide und Hydroxide“ und dort der Abteilung „Hydroxide und oxidische Hydrate (wasserhaltige Oxide mit Schichtstruktur)“, wo Iowait zusammen mit Chlormagaluminit, Droninoit, Meixnerit, Muskoxit und Woodallit eine unbenannte Gruppe mit der Systemnummer IV/F.05 bildet.
Die von der International Mineralogical Association (IMA) zuletzt 2009 aktualisierte 9. Auflage der Strunz’schen Mineralsystematik ordnet den Iowait in die Klasse der „Oxide (Hydroxide, V[5,6]-Vanadate, Arsenite, Antimonite, Bismutite, Sulfite, Selenite, Tellurite, Iodate)“ und dort in die Abteilung „Hydroxide (ohne V oder U)“ ein. Hier ist das Mineral in der Unterabteilung „Hydroxide mit H2O ± (OH); Lagen kantenverknüpfter Oktaeder“ zu finden, wo es zusammen mit Akdalait, Fougèrit, Jamborit, Meixnerit, Muskoxit und Woodallit die „Meixneritgruppe“ mit der Systemnummer 4.FL.05 bildet.
In der vorwiegend im englischen Sprachraum gebräuchlichen Systematik der Minerale nach Dana hat Iowait die System- und Mineralnummer 06.04.05.01. Das entspricht der Klasse der „Oxide und Hydroxide“ und dort der Abteilung „Hydroxide und hydroxyhaltige Oxide“. Hier findet er sich innerhalb der Unterabteilung „Hydroxide und hydroxyhaltige Oxide mit verschiedenen Kationen“ in einer unbenannten Gruppe mit der Systemnummer 06.04.05, in der auch Woodallit eingeordnet ist.

## Kristallstruktur
Iowait kristallisiert trigonal in der Raumgruppe R3m (Raumgruppen-Nr. 166) mit den Gitterparametern a = 3,12 Å und c = 24,11 Å° bei 3/8 Formeleinheiten pro Elementarzelle.

## Bildung und Fundorte

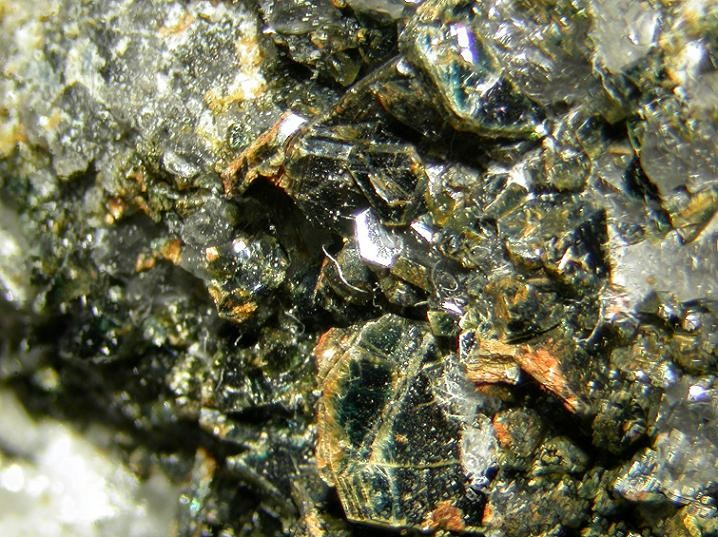
Großaufnahme von blättrigen Iowaitkristallen aus der Palabora Mine, Südafrika (Sichtfeld 15 mm)

Iowait bildet sich sekundär als Verwitterungsprodukt aus Serpentin und verwittert selbst nach einiger Zeit an der Luft zu Pyroaurit. Als Begleitminerale können neben den genannten unter anderem Antigorit, verschiedene Apatite, Brucit, Calcit, Chondrodit, Chrysotil, Coelestin, Dolomit, Fluoborit, Hydrotalkit, Klinochlor, Magnesit, Magnetit, Phlogopit und Pyrit auftreten.
Iowait zählt aufgrund seiner bisher nur wenig mehr als 10 bekannten Fundorte (Stand 2014) zu den sehr seltenen Mineralbildungen. Seine Typlokalität, die unbenannte Probebohrung im Sioux County von Iowa, ist dabei der bisher einzige bekannte Fundort in den Vereinigten Staaten.
Des Weiteren wurde das Mineral in der Jeffrey Mine bei Asbestos (Gemeinde Les Sources, Québec) in Kanada; bei Zawiercie (Woiwodschaft Schlesien) in Polen; bei Schelesnogorsk-Ilimski (Oblast Irkutsk), Daldyn (Sacha, Jakutien), Norilsk (Region Krasnojarsk) und Ust-Koksa (Altai) in Russland; bei Olmaliq (Almalyk) in der usbekischen Provinz Taschkent; in der Palabora Mine bei Loolekop in der südafrikanischen Provinz Limpopo sowie an wenigen Fundpunkten in der Umgebung der Centipede-Lake-Way-Uranlagerstätte und am Mount Keith in Westaustralien gefunden.
Auch in Gesteinsproben vom Pazifischen Ozean, genauer vom Marianen Forearc-Becken aus dem Bohrloch „DSDP 778“ konnte Iowait nachgewiesen werden.